# 長尾藤明
長尾 藤明（ながお ふじあき）は、南北朝時代の武士。
上杉頼成の子。はじめ上杉藤明と名乗る。兄の藤景が長尾家の家督を継いでいたが、男子がいなかったため藤明がそのあと家督を継いだといわれるが、諸説あり定かではない。
上杉謙信の先祖はこの藤明の系統だとする系図が『藩翰譜』などに見られる。